# Florrie Rodrigo

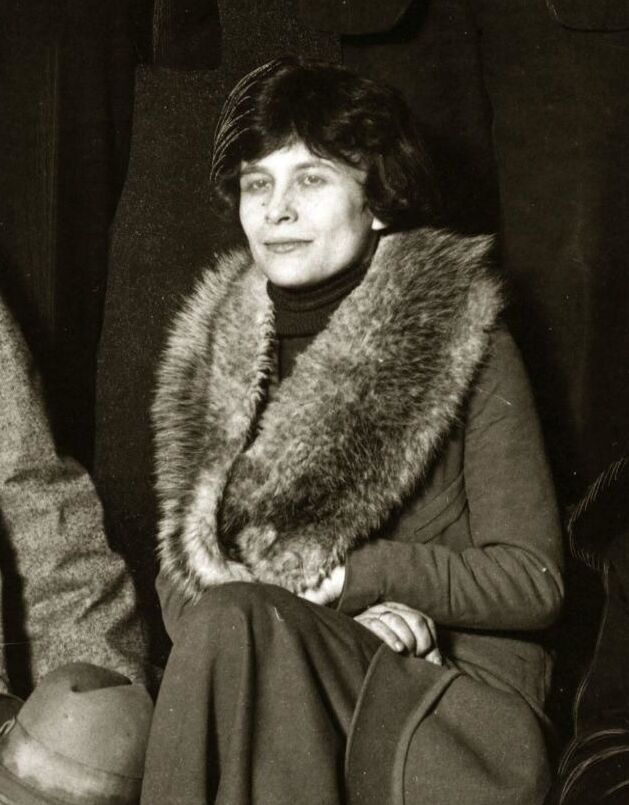
Florrie Rodrigo, 1925

Florrie Rodrigo (geboren als Flora Juda Rodriguez am 3. September 1893 in Amsterdam; gestorben am 7. November 1996 ebenda) war eine niederländische Tänzerin, Choreografin und Ballettlehrerin.

## Leben

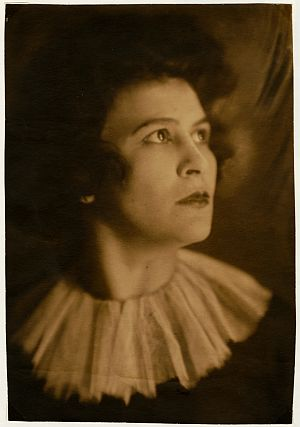
Florrie Rodrigo, um 1917

Flora Juda Rodriguez wurde am 3. September 1893 in Amsterdam geboren. Sie war die Tochter der Diamantenarbeiter Mordechaij Rodrigues (1867–1932) und Rebecca Reindorp (1869–1942). Sie hatte eine Schwester Rosa und wuchs in einer ursprünglich portugiesisch-jüdischen Diamantenarbeiterfamilie auf. Von ihren Eltern wurde ihnen früh die Liebe zu Kunst und Kultur vermittelt, zudem ein linkes politisches Bewusstsein, denn ihr Vater war in der Arbeiterbewegung aktiv und nahm die Schwestern zu Treffen der Sociaal-Democratische Arbeiderspartij mit.
Flora Rodrigues heiratete am 24. März 1915 in Weesp den Schauspieler Hartog (Harry) Bierman (1886–1969). Er ermutigte sie, Tanzunterricht an der Amsterdamer Schauspielschule zu nehmen. Tanzlehrerin Angèle Sydow brachte ihr die moderne Tanztechnik von Émile Jaques-Dalcroze bei. Rodriguez begann an der De Nationale Opera und in verschiedenen Revuetheatern aufzutreten. Im Kabarett von Jean-Louis Pisuisse tanzte sie als Straßenjunge verkleidet. Hier erhielt sie den Künstlernamen Florrie Rodrigo, den sie für den Rest ihres Lebens behielt. Sie feierte große Erfolge als Tänzerin in Revuetheatern, jedoch fühlte sie sich zum freien Tanz hingezogen. Sie erweiterte ihr Repertoire durch eigene Choreografien, die sie ab 1919 auf der Bühne aufführte. Mit einer Gruppe befreundeter Künstler, die sich Universalisten nannten, organisierte sie im oberen Saal des Amsterdam Américain soirées artistiques et litteraires Veranstaltungen mit Musik von Satie und Schönberg sowie niederländischer, deutscher und französischer Poesie. Dort hielt auch ihr späterer Ehemann Kees de Dood Vorträge und Rodrigues tanzte dazu. Von Biermann ließ sie sich 1920 scheiden und reiste nach Berlin. Dort zog sie bei dem Journalisten Kees de Dood ein, der in Berlin als Zeitungskorrespondent arbeitete. Sie heirateten am 31. Januar 1922 in Berlin und einer ihrer Trauzeugen war der Maler Carel Willink. In Berlin besuchte sie viele Aufführungen und nahm erstmals auch klassischen Ballettunterricht. Sie unterrichtete selbst auch in Berlin und trat in Revuetheatern auf. In der Presse wurde sie als „weiche, dunkelhaarige, komische Kinderfrau“ freundlich aufgenommen. Sie wurde Mitglied im Kabarett Die Rakete und machte sich als expressionistische Tänzerin einen Namen.
Aufgrund des zunehmenden Antisemitismus in Deutschland kehrte Rodrigues 1924 mit ihrem Mann nach Amsterdam zurück, wo sie im selben Jahr auf dem Dachboden ihres Hauses eine Ballettschule gründete. Sie begann sich politisch zu profilieren. 1930 wurde sie Mitglied der Kommunistischen Partei Hollands und des Sozialistischen Künstlerkreises. Dem antifaschistischen Komitee für Künstler und Intellektuelle trat sie 1933 bei. Auch in ihren Choreografien brachte sie ihre politischen Ideen zum Ausdruck. Sie schuf Stücke wie „Rouwlied voor Lenin“ (1930) und „De mijnwerker“ (1930). Aus der Partei trat sie in den späten 1930er Jahren aus, bezeichnete sich weiterhin als Kommunistin, wollte aber ihr soziales Engagement unabhängig und auf ihre eigene Art und Weise gestalten.
Ihre Choreografie „Schepelingen“, die 1934 aufgeführt wurde und bei der es um die Niederschlagung der Meuterei auf dem Schiff De Zeven Provinciën ging, welche im Jahr 1933 stattgefunden hatte und bei der 23 streikende Matrosen getötet worden waren, führte zu großer Empörung. Einige Kritiker verließen während der Aufführung das Theater und De Telegraaf titelte „Ekelhafte revolutionäre Propaganda“. Danach verbot Bürgermeister De Vlugt weitere Aufführungen des Stücks und Rodrigues wurde verpflichtet, ihre Stücke der Polizei zur Genehmigung vorzulegen. Die Schepelingen-Affäre steigerte die Beliebtheit von Flora Rodrigues bei linken Intellektuellen und Arbeitern, jedoch war sie in den Theatern immer weniger willkommen. Auch verlor ihre Ballettschule viele Schüler. Mit ihrem Mann und weiteren Mitgliedern der nach ihr benannten Tanzgruppe ging sie 1935 nach Brüssel und blieb dort bis 1937. Hier trat sie mit drei anderen Tänzern als Les Quatre Femmes Rodrigo in Revuetheatern auf. In der Zwischenzeit widmete sie sich auch weiterhin gesellschaftskritischen Arbeiten. So wurde Hitler beispielsweise in ihrem antifaschistischen Ballett „Fremdes Land“ (1936) durch einen großen Lichtball dargestellt, der über die Bühne rollte und Tod und Zerstörung säte.

### Zweiter Weltkrieg und Nachkriegszeit
Dank ihrer Heirat mit einem nichtjüdischen Mann entging sie in den ersten Jahren des Zweiten Weltkriegs der Deportation. Sie konnte 1941 sogar am Ballettfilm „Droomland Melodie“ mitwirken. Die nächsten Jahre überlebte sie dank der Hilfe ihres Mannes. Sie versteckte sich in ihrem Haus und entging mehreren Durchsuchungen. Ihre Mutter und ihre Schwester wurden ins KZ Auschwitz deportiert und dort ermordet. Nach dem Krieg trat sie bei mehreren Befreiungsveranstaltungen auf. Sie schuf auch mehrere Choreografien, darunter das Antikriegsballett „Verzet“ (1947) und vertrat die Niederlande beim internationalen Ballettwettbewerb in Kopenhagen.
Ihre Karriere als Tänzerin beendete Flora Rodrigues 1949. Danach widmete sie sich dem Unterrichten. An ihrer Ballettschule unterrichtete sie sowohl Amateure als auch Profis, darunter Lucas Hoving und Greetje Donker. Bis ins hohe Alter blieb sie eine begeisterte und beliebte Lehrerin. Ihr Mann starb 1965. Ihren politischen Prinzipien blieb sie ihr Leben treu: „Ich bin rot und ich werde rot bleiben. Man kann einfach nichts dagegen tun“.
Aufgrund ihrer Verdienste um den Tanz wurde Rodrigues im Alter von neunzig Jahren im Orden von Oranien-Nassau zum Ritter geschlagen. 1993, anlässlich ihres bevorstehenden 100. Geburtstags, wurde in der Stadsschouwburg Amsterdam eine Bronzebüste von Frank Rosen enthüllt. Flora Rodrigues starb am 11. Juli 1996 im Alter von 103 Jahren.